# Galium angustissimum
Galium angustissimum là một loài thực vật có hoa trong họ Thiến thảo. Loài này được (Hausskn. ex Bornm.) Ehrend. mô tả khoa học đầu tiên năm 1948.